# أسماء ألمانيا

أسماء أطلقت على ألمانيا بالغات الأوروبية المختلفة:
لغة بروتو-جيرمنك *Þeudiskaz
الاتينيةGermania او بالاغريقية Γερμανία
اسمها عند القبائل الألمانية
اسمها عند القبائل السكسونية
اللغات السلفونية المختلفة němьcь
منطقة غير معروفة

تقع ألمانيا جغرافيا في وسط أوروبا وذلك لم تكن منطقة موحدة. فقد كانت مناطق وقبائل ومن هنا ظهرت أسماء كثيرة وبلغات عديدة للمنطقة التي تسمى ألمانيا اليوم أكثر من أي منطقة أخرى في أوروبا. مثلا في ألمانيا تعرف بارض دويشه Deutschland لكن في إسكندنافيا تسمى Tyskland، في فرنسا تسمى اليمانجيهAllemagne، في بولندا تسمى نيمسكي Niemcy، في لخنشتاين تسمى Vokietija، وفي العربية تسمى ألمانيا.
الاسم الإنجليزي «جيرماني» (Germany) مستمد من الكلمة اللاتينية جيرمانيا (باللاتينية: Germania) التي دخلت حيز الاستخدام في عصر يوليوس قيصر، وقد اعتمد ذلك المصطلح للإشارة إلى الشعوب القاطنة شرق نهر الراين. والاسم باللغة الألمانية هو «دويتشلاند» (بالألمانية: Deutschland) «أرض الدويتش»، مشتق من اللغة الألمانية العليا القديمة. والاسم الفرنسي «ألِماني» (بالفرنسية: Allemagne)‏ اشتُقّ من اسم قبائل الـ« ألامان ».

## أسماء من ديوتيسك (الشعبية)
يُشتق اسم Deutschland (دويتشلاند) والأسماء الأخرى المشابهة أعلاه من كلمة diutisc (ديوتيسك) في اللغة الألمانية العليا القديمة أو من اشتقاقات مشابهة في اللغة الجرمانية البدائية مثل Þeudiskaz والتي تعني في الأصل «من الناس». يأتي هذا بدوره من الكلمة الجرمانية «folk» والتي تعني (قوم) (وهي في اللغة الألمانية العليا القديمة، diot وفي اللغة الألمانية العليا الوسطى، diet). استخدمت للتميز بين متحدثي اللغات الجرمانية وأولئك الذين تحدثوا اللغات القلطية أو الرومانسية. جاءت هذه الكلمات من كلمة teuta من اللغة الهندية الأوروبية البدائية والتي تعني «الشعب» (في اللغة الليتوانية واللغة اللاتفية tauta، والإيرلندية القديمة tuath، والإنجليزية القديمة، þeod).
الكلمة الإيطالية من «ألماني» هي tedesco، (المشتقات المحلية أو القديمة: todesco, tudesco, todisco)، وجميعها من نفس الجذر من اللغة الألمانية العليا القديمة، على الرغم من أنها ليست اسم «ألمانيا» (Germania). Germania أيضًا في اللغة الرومانشية المتحدة هي الاسم العادي لألمانيا ولكن يشار إليها في كل من اللغات السورسيلفانية والسوتسلفانية والسورميرانية بكلمات Tiaratudestga وTearatudestga وTera tudestga على التوالي، إذ تعني كلمات tiara/teara/tera الأرض. الكلمات الفرنسية من المعنى نفسه هي thiois وtudesque وthéotisque وThiogne، بينما في الإسبانية، tudesco). اللغة الجرمانية التي من المرجح أن كلمة diutisc تأتي منها هي الفرنجية الغربية، وهي لغة تلاشت منذ وقت طويل ولا يوجد أي دليل مكتوب عنها اليوم. كانت هي اللهجة الجرمانية المستخدمة في العصور الوسطى المكبرة، والتي يتحدث فيها الفرنجة في مملكة الفرنجة الغربية، أي في المنطقة التي أصبحت اليوم شمال فرنسا. الكلمة معروفة فقط من اللاتينية من كلمة theodiscus (دويتش). أطلق الفرنجة على لغتهم اسم frengisk، حتى القرن الثامن، ومع ذلك، عندما انتقل الفرنجة إلى مركزهم السياسي والثقافي في المنطقة التي أصبحت اليوم فرنسا، أصبح مصطلح frengisk، غامضًا، مثلما هو الحال في أراضي الغرب الفرنسية، تحدث بعض من الفرنجة اللاتينية العامية وبعض الدويتشية. لهذا السبب كان هناك حاجة إلى كلمة جديدة للمساعدة في التمييز بينهما. هكذا تطورت كلمة theodisc، من الكلمة الجرمانية theoda (الشعب) مع اللاحقة اللاتينية iscus، ليصبح معناها «ينتمي إلى الشعب»، أي لغة الشعب.
في مملكة الفرنجة الشرقية، تقريبًا المنطقة التي تقوم فيها ألمانيا اليوم، يبدو أن الشعب قد بدأ باستخدام الكلمة الجديدة ببطء شديد، وعلى مر القرون: في وسط مملكة الفرنجة الشرقية لم تعد كلمة frengisk مستخدمة، إذ لم يحتج الناس تمييز أنفسهم عن الفرنجة البعيدين. استخدمت كلمة diutsch وغيرها من المشتقات من قبل الشعب ليصف نفسه، وكان في البداية مصطلحًا بديلًا من القرن العاشر. استُخدم المصطلح مثلًا في زاكسنشبيغل، كرمز قانوني، وكان مكتوبًا باللغة الألمانية الدنيا الوسطى نحو عام 1220: Iewelk düdesch lant hevet sinen palenzgreven sassen, beieren, vranken unde svaven وتعني (كل أرض ألمانية لها الجراف الخاص بها: ساكسونيا وبافاريا وفرانكن وسوابيا).
جاء اسم التوتونيين من نفس الجذر وهم قبيلة أعطت من خلال اللاتينية الحياة للكلمات الإنجليزية ««Teuton (اخترعت أولًا في عام 1530) كصفة تعني الألمان، (مثلما نجدها في الفرسان التوتويين، وهو نظام عسكري ديني، والصليب التوتوني) و «التوتون» (اسم) أيضًا وُجد منذ عام 1833. استخدم «توتون» أيضًا للتعبير عن الأرض التوتونية، (أرض التوتون)، واختصارها Teutschland وهي تستخدم في بعض المناطق حتى القرن التاسع عشر وتستخدم حاليًا بشكل رسمي كمشتق لكلمة Deutschland (ألمانيا).
في منطقة اللغة الفرنسية الشمالية (شمال فرنسا، بلجيكا)، فإن اللهجات الجرمانية المجاورة والمناطق والسكان من الفلاندر إلى ألزاس، يُشار إليهم أحيانًا باسم Thiois، وعلى الأرجح ما تزال المنطقة بين ماستريخت وآخن والجزء النطاق بالألمانية التقليدية من اللورين، تستخدم المصطلح القديم الذي اشتق من theodisc.

## وصلات خارجية
- - بوابة ألمانيا العصرية المتعددة اللغات (موقع حكومي)